# L'Amour fou du colonel Chang
L'Amour fou du colonel Chang est le 138e roman de la série SAS, écrit par Gérard de Villiers et publié en 2000 aux éditions Malko productions. Comme tous les SAS parus au cours des années 2000, le roman a été édité lors de sa publication en France à 200 000 exemplaires.
L'action se déroule courant 2000 en Malaisie. 
Malko Linge est chargé d'exfiltrer un défecteur taïwanais. Mais une chose n'avait pas été prévue par la CIA : l'amour fou que porte le colonel pour une jeune femme qui ne peut pas quitter Taïwan immédiatement.

## Personnages principaux

### Américains et alliés
- Malko Linge : héros du roman, Autrichien, agent contractuel de la CIA.
- Chris Jones et Milton Brabeck : agents spéciaux de la CIA.
- Heather Brown.

### Chinois
- Colonel Chang.
- Jou-yi : sa compagne.

## Résumé

### Début du roman
Le colonel Chang est adjoint du directeur du centre de recherches nucléaires de Taïwan. Il est bien placé pour connaître l'élaboration d'armes atomiques hyper secrètes. Il travaille pour la CIA qui l'avait recruté plus de vingt ans auparavant. Un soir, alors qu'il fait des photocopies de documents secrets, un petit séisme entraîne l'évacuation des locaux du centre de recherche. Il quitte les lieux en catimini, en oubliant un document dans la photocopieuse. Plus tard, il se souvient de cet oubli et décide de précipiter son départ de Taïwan, comprenant que son rôle de traître va être découvert. Le colonel Chang est très amoureux de Jou-yi et ne peut pas imaginer vivre sans elle. Alors qu'il lui demande de venir avec lui en Malaisie où se tient un salon international de l'armement auquel il doit assister et qui va lui permettre son transfert aux États-Unis, Jou-yi lui annonce qu'elle ne peut pas l'accompagner immédiatement : on vient de détecter un cancer à sa mère, et elle souhaite rester quelques jours auprès d'elle. Elle le rejoindra dans quelques jours en Malaisie. La mort dans l'âme, Chang se rend seul en Malaisie. 

### Aventures
À peine arrivé dans la station balnéaire où a lieu le salon d'armement, un agent secret envoyé de Taïwan vient le voir pour lui demander, sous un prétexte futile, de revenir au pays immédiatement. Le colonel Chang tue l'agent secret et immerge le corps dans la baie. Comprenant que sa traitrise a été découverte, il contacte ses correspondants de la CIA pour obtenir son exfiltration rapide, mais uniquement quand Jou-yi l'aura rejoint. 
Il faut qu'il « tienne » quelques jours. Pour cela, on envoie Malko Linge, Chris Jones et Milton Brabek pour le protéger pendant quelques jours et l'exfiltrer. Les trois hommes sont assistés d'une jeune femme des Marines, Heather Brown. Les services secrets taïwanais utilisent les services d'une jeune femme, qui sous-traite l'exécution du plan à une palestinienne, Mira. Grâce à Malko, Chang évite deux attentats : serpent venimeux placé dans sa trousse de toilette, tentative de lui trancher la tête avec un taille-haie. 
Chang reste prostré dans sa chambre, et Malko fait de son mieux pour détecter ses ennemis. Malko lui-même est enlevé et jeté dans un enclos à crocodiles, dont il échappe par miracle. Une autre tentative d'assassinat est évitée par Malko : le bungalow 47 occupé par le colonel Chang est bombardé à distance par un lance-grenades. Malko avait prévu l'assaut et pris les devants : l'agent secret envoyé par Taïwan a été faite prisonnière par Jones et Brabek et placée dans le bungalow à la place de Chang. La situation se complique quand Malko découvre que les Chinois de Chine ont découvert la défection de Chang et qu'ils veulent le faire prisonnier afin de découvrir les secrets militaires de Taïwan…

## Autour du roman
La structure du roman fait penser à celle qui fut utilisée dans L'Affaire Kirsanov (SAS no 80).